# 2024年パリオリンピックのキューバ選手団
2024年パリオリンピックのキューバ選手団（2024ねんパリオリンピックのキューバせんしゅだん）は、2024年7月26日から8月11日にかけてフランスの首都パリで開催された2024年パリオリンピックのキューバ選手団、およびその競技結果。

## メダル
ミハイン・ロペスは、近代オリンピック史上個人競技では初となる個人5連覇を達成し、現役引退を試合後リング上で表明した。
| メダル | 選手名                                             | 競技       | 種目                      | 日付    |
| ------ | -------------------------------------------------- | ---------- | ------------------------- | ------- |
| 金     | ミハイン・ロペス                                   | レスリング | 男子グレコローマン130kg級 | 8月6日  |
| 金     | エリスランディ・アルバレス・ボルヘス               | ボクシング | 男子ライト級              | 8月7日  |
| 銀     | ジュスネイリス・グスマン・ロペス                   | レスリング | 女子フリースタイル50kg級  | 8月10日 |
| 銅     | アルレン・ロペス・カルドナ                         | ボクシング | 男子ミドル級              | 8月4日  |
| 銅     | ガブリエル・アレハンドロ・ロシージョ・キンデラン   | レスリング | 男子グレコローマン97kg級  | 8月7日  |
| 銅     | ルイス・アルベルト・オルタ・サンチェス             | レスリング | 男子グレコローマン67kg級  | 8月8日  |
| 銅     | ジャリスレイディス・シリロ・ドゥボイス             | カヌー     | 女子スプリントC-1 200m    | 8月10日 |
| 銅     | ラファエル・アルバ                                 | テコンドー | 男子80kg超級              | 8月10日 |
| 銅     | ミライミ・デ・ラ・カリダード・マリン・ポトリージェ | レスリング | 女子フリースタイル76kg級  | 8月11日 |

## 選手数
人数には団体種目の交代選手は含まれていない。
| 競技                 | 男子 | 女子 | 計 |
| -------------------- | ---- | ---- | -- |
| アーチェリー         | 1    | 0    | 1  |
| 陸上競技             | 7    | 11   | 18 |
| ボクシング           | 5    | 0    | 5  |
| カヌー               | 1    | 2    | 3  |
| 自転車               | 0    | 1    | 1  |
| 飛込                 | 0    | 2    | 2  |
| 柔道                 | 2    | 2    | 4  |
| 近代五種             | 1    | 0    | 1  |
| ローイング           | 1    | 1    | 2  |
| 射撃                 | 2    | 2    | 4  |
| 競泳                 | 1    | 1    | 2  |
| 卓球                 | 2    | 1    | 3  |
| テコンドー           | 1    | 1    | 2  |
| バレーボール         | 2    | 0    | 2  |
| ウエイトリフティング | 0    | 1    | 1  |
| レスリング           | 8    | 2    | 10 |
| 合計                 | 34   | 27   | 61 |